# Democratische Partij van Kosovo
De Democratische Partij van Kosovo (Albanees: Partia Demokratike e Kosovës – (PDK); Servisch: Демократска Странка Косова - (ДСК), Demokratska Stranka Kosova - (DSK)) is de grootste politieke partij in Kosovo.
Tijdens de verkiezingen van 2004 won de partij 28,9% van de uitgebrachte stemmen en nam bezit van 30 van de in totaal 120 zetels in het parlement.
De PDK wordt voorgezeten door Hashim Thaçi, de politieke leider van het voormalige Kosovo Bevrijdingsleger. De eerste naoorlogse premier is Bajram Rexhepi en behoort eveneens tot de PDK. 

## Verkiezingen 2007
De Kosovaarse verkiezingen werden gehouden op 17 november 2007. Tijdens het tellen van de eerste stemmen, claimde Hashim Thaçi, die toen nog op koers was om 35% van de stemmen binnen te halen, de overwinning voor de PDK. Hij maakte zijn intentie kenbaar om Kosovo onafhankelijk te verklaren. Het was toen zeer waarschijnlijk dat hij een coalitie zou vormen met Fatmir Sejdiu's Democratische Liga van Kosovo, de partij die tweede werd in de verkiezingen met 22% van de stemmen. De opkomst was laag (42.80%), mede doordat veel Servische inwoners weigerden te stemmen.